# فرودگاه پراسپکت کریک
 فرودگاه پراسپکت کریک (به انگلیسی: Prospect Creek Airport) یک فرودگاه همگانی بهره‌برداری هوایی با کد یاتا PPC است که یک باند فرود شن دارد و طول باند آن ۱۵۱۴ متر است. این فرودگاه در کشور ایالات متحده آمریکا قرار دارد و در ارتفاع ۳۳۴ متری از سطح دریا واقع شده است.